# HNLMS Van Galen (1928)
Pour les autres navires du même nom, voir HNLMS Van Galen.
Le HNLMS Van Galen (en néerlandais : Hr.Ms. Van Galen) était un destroyer de classe Admiralen en service Marine royale néerlandaise pendant la Seconde Guerre mondiale.

## Historique
Le 22 février 1932, le Van Galen quitte Surabaya pour se rendre à Shanghai afin de s'occuper des intérêts néerlandais dans la région. 
Le 16 novembre 1935, les Van Galen, Witte de With et le croiseur Sumatra effectuent une visite à Saïgon. Le 23 août 1936, les navires Sumatra, Java, Van Galen, Witte de With et Piet Hein sont présents à la Fleet Week (en) de Surabaya.
Le 16 août 1937, il est de nouveau envoyé à Shanghai en raison de la montée des tensions politiques en Chine, avec 150 marins de plus à son bord pour protéger les citoyens européens et les intérêts néerlandais. 
Le 8 mai 1940, il retourne aux Pays-Bas. Deux jours plus tard, les Allemands capturent l'aérodrome de Waalhaven à Rotterdam. Le Van Galen est alors envoyé sur zone pour bombarder l'aérodrome lorsqu'un avion allemand l'attaque en transit et le coule près du port de Merwehaven. Les Allemands renflouent l'épave le 23 octobre 1941 et elle est mise au rebut à Hendrik-Ido-Ambacht.